# Giochi di potere (romanzi)
Giochi di potere è una serie di romanzi, creati da Tom Clancy, Martin Greenberg e Jerome Preisler. Solo i primi quattro romanzi sono stati tradotti in italiano; i primi tre della serie invece, hanno portato alla creazione di tre videogiochi chiamati rispettivamente Tom Clancy's Politika, Tom Clancy's ruthless.com e Tom Clancy's Shadow Watch.

## Romanzi
| Num | Anno | Titolo italiano | Titolo originale      | Pubb. in Italia | ISBN                   | Note                |
| --- | ---- | --------------- | --------------------- | --------------- | ---------------------- | ------------------- |
| 1   | 1997 | Politika        | Power plays. Politika | 1999            | ISBN 88-17-86155-3     |                     |
| 2   | 1998 | L'avversario    | ruthless.com          | 2008            | ISBN 978-88-17-02794-6 |                     |
| 3   | 1999 | Progetto Orion  | Shadow Watch          | 2009            | ISBN 978-88-17-02728-1 |                     |
| 4   | 2000 | B-virus         | Bio-Strike            | 2011            | ISBN 978-88-17-04774-6 |                     |
| 5   | 2001 |                 | Cold War              |                 |                        | inedito in italiano |
| 6   | 2002 |                 | Cutting Edge          |                 |                        | inedito in italiano |
| 7   | 2003 |                 | Zero Hour             |                 |                        | inedito in italiano |
| 8   | 2004 |                 | Wild Card             |                 |                        | inedito in italiano |

## Trama

### 1. Politika
Nel 1999 una serie di attentati terroristici scuote gli Stati Uniti e tutte le prove rimandano al nuovo governo russo. L'uomo d'affari Roger Gordian decide di scoprire chi è il responsabile dell'attacco e chiama la sua unità di crisi per fronteggiare la situazione.

### 2. L'avversario
Il sogno di far progredire la democrazia nel mondo, migliorando le tecnologie delle telecomunicazioni porta molti problemi a Roger Gordian. Dopo il suo rifiuto di vendere un sofisticato algoritmo di codificazione a compagnie straniere, la sua azienda rischia di essere acquistata da trafficanti di droga e politici estremisti.

### 3. Progetto Orion
Nel 2001 Gordian ha esteso la sua ricerca nello spazio e la sua compagnia è diventata il maggior contractor nel rifornimenti della stazione spaziale internazionale Orion. Il progetto Orion è però obbiettivo del terrorista Harlan DeVane, per sfruttare la stazione come strumento per creare violenza e instabilita politica.

### 4. B-virus
Il terrorista Harlan DeVane ha sviluppato e diffuso un virus mortale resistente a tutte le cure esistenti. Come primo obiettivo attacca Wall Street, cuore pulsante di New York, facendo migliaia di vittime, ma non avrà pace fino a quando non riuscirà ad infettare Gordian.